# Hercostomus nemorum
Hercostomus nemorum är en tvåvingeart som beskrevs av Smirnov och Negrobov 1977. Hercostomus nemorum ingår i släktet Hercostomus och familjen styltflugor. Inga underarter finns listade i Catalogue of Life.